# O'Connell Nunatak
O'Connell Nunatak è un nunatak, picco roccioso isolato alto 1.210 m, situato 11 km a sud-sudest del Monte Murch, nel settore meridionale delle Anderson Hills, nel Patuxent Range dei Monti Pensacola, in Antartide. 
Il nunatak è stato mappato dall'United States Geological Survey (USGS) sulla base di rilevazioni e foto aeree scattate dalla U.S. Navy nel periodo 1956-66.
La denominazione è stata assegnata nel 1979 dall'Advisory Committee on Antarctic Names (US-ACAN) in onore di Richard V. O'Connell, sismologo che ha condotto studi presso la Base Amundsen-Scott nell'inverno del 1967.